# Петрозеллини, Костантине
Костантине Петрозеллини (итал. Costantino Petrosellini; 17 апреля 1921, Рим, Королевство Италия — 21 января 2015, там же) — итальянский лётчик-истребитель, участник Второй мировой войны, кавалер трёх Серебряных медалей и двух Крестов «За воинскую доблесть».

## Биография

### Молодые годы
Родился в Риме. Он принадлежал к знатному древнему роду, представители которого внесли значительный вклад в развитие итальянского искусства и оставили свой след в военной истории страны.
В 1938 году, после окончания средней школы, вступил в ряды Королевских военно-воздушных сил Италии, начав обучение в Военно-воздушной академии в Казерте. После посещения лётных школ в Пизе и Фолиньо, весной 1940 года получил лицензию военного летчика и в звании второго лейтенанта был назначен в 41-ю эскадрилью в составе 63-й группы, базировавшейся на аэродроме Кампоформидо.

### Вторая мировая война
За штурвалом разведывательного биплана «IMAM Ro.37», со 100 часами налёта без конкретной боевой подготовки, Петрозеллини совершил свои первые боевые вылеты в апреле 1941 года, когда во время операций в Югославии, участвовал в обстреле железнодорожных линий и станций противника.
В июле того же года он пересел за штурвал «Macchi C.200 Saetta» и был назначен в 8-ю группу 92-й эскадрильи в составе 2-го крыла. Вскоре его подразделение было отправлено в Северную Африку — для помощи 5-му авиационному эскадрону в осуществлении воздушных операций против британцев. Здесь Петрозеллини участвовал в осаде Тобрука, второй битве за Сирт, втором сражении за Эль-Аламейн, в столкновениях у Сиди-Баррани и Саллума, произошедших во время отступления итало-немецких войск к Тунису. Он одержал свою первую победу в воздушном бою 26 октября 1942 года вблизи Тобрука, сбив со второго раза самолёт «Martin Maryland» Королевских ВВС Великобритании, проводивший фотосъёмки. В этом бою итальянцы потеряли два своих самолёта. Вторым трофеем Петрозеллини 1 декабря того же года стал «Curtiss P-40».
В декабре подразделение было переведено обратно в Италию на авиабазу в Сарцане. Возвращаясь домой после выполнения оперативных задач в Средиземном море, 6 декабря 1942 года Петрозеллини принял участие в ожесточенных боях против формирований англо-американских бомбардировщиков, защищая итальянский флот в бухте Специи. 21 июня 1943 года, во время патрулирования неба над военно-морской базой в Специи, Петрозеллини был послан на юг от Ливорно для противостояния вражеским атакам на итальянские суда, и сбил один из двух «Bristol Beaufighter», атаковавших итальянский танкер и пытавшихся уйти от преследования на низкой высоте над водой. 28 июля близ Пизы, он перехватил и после длительной борьбы сбил «Martin Baltimore», экипаж которого был пленён и отправлен на авиабазу в Пизе, где Петрозеллини выразил своё уважение британскому пилоту. 3 сентября он одержал свою пятую и последнюю победу во время Второй мировой войны. В полете на высоте 7500 метров над Специей, он вместе со своим подразделением перехватил отряд из 24-х «Boeing B-17 Flying Fortress», и после нескольких атак сбил один из бомбардировщиков. В том бою его самолёт был повреждён, в результате чего Петрозеллини парашютировался. Именно эта его воздушная победа считается самой значительной, потому, что этот самолёт является одним из последних сбитых силами Королевских ВВС Италии, к тому же пилотом за штурвалом «Macchi C.200 Saetta».
С пятью подтвержденными трофеями, Петрозеллини официально стал асом итальянских ВВС. В последнем бою, до перемирия с союзниками 8 сентября, выступил против «B-17». В этот день, до вылета на задание против американского флота в Тирренском море, узнав о подписании капитуляции Италии, немецкие летчики быстро улетели с базы. Петрозеллини вылетел в Дечимоманну, куда прилетели лётчики, верные правительству Бадольо, которые затем были переданы в руки союзников на Сицилии, став частью новых Военно-воздушных союзнических сил Италии. С 1943 по 1945 год, Петрозеллини на самолётах «Macchi C.202 Folgore», «Macchi C.205 Veltro» и «Reggiane Re.2002 Ariete» с баз в Молизе и Апулии проводил разведку, сопровождение бомбардировщиков союзников, наземные атаки и обстрел конвоев немецких войск, действовавших на Балканах. За это время он стал командиром 8-й авиационной группы 94-й эскадрильи в составе 5-го крыла, располагавшейся в Леверано. В ноябре 1944 года он совершил налёт на аэродром Берата в Албании, где уничтожил 28 немецких «Junkers Ju 52».
За военный период Костантине Петрозеллини был награждён тремя Серебряными медалями «За воинскую доблесть», двумя Крестами «За воинскую доблесть» и Призом «Золотой истребитель» за более 500 вылетов.

### После войны
С 1945 по 1951 год в составе ВВС Италии Петрозеллини служил в Лётном отделе штаба, пилотируя на внутренних и международных маршрутах самолёты с несколькими двигателями. В 1951 году он стал командиром отделения в лётной школе Амендолы. В период с 1953 по 1956 год работал в Департаменте экспериментальных полетов и вёл курсы для лётчиков в Бретиньи. Петрозеллини стал первым летчиком-испытателем прототипа сверхзвукового истребителя «Aerfer Sagittario 2». В 1954 году он впервые преодолел скорость звука на прототипе «Dassault Mystère IV» и позже стал первым итальянским пилотом, преодолевшим звуковой барьер на самолёте «Dassault Super Mystère».
В 1956 году вышел в отставку с военной службы в звании лейтенант-полковника, после чего стал гражданским лётчиком авиакомпании «Alitalia». Он был инструктором на самолетах «Convair 340», «Convair 440» и «Douglas DC-6», а затем командиром на «Sud Aviation Caravelle», «Douglas DC-8» и «Boeing 747». Петрозеллини стал начальником линейного участка «Polar» в Анкоридже, где проводил оценку BAC/AMD-BA Concorde. Он ушёл на пенсию в 1981 году, налетав более 20 000 часов на 80 типах воздушных судов. После этого он стал вице-президентом Итальянского института навигации, председателем Технического комитета Конференции «IFALPA», Национальным советником и членом Национальной ассоциации ВВС, а также профессором Военно-воздушного института в Риме, выступая с лекциями по всему миру. В последние годы он жил в Риме со своей женой Адрианой, на которой женился в 1941 году. У них родились трое детей: Луиджи (менеджер «Alitalia»), Альберто (врач) и Рафаэла (архитектор).

### Смерть
Костантине Петрозеллини скончался 21 января 2015 года в возрасте 94 лет в Риме. Начальник штаба ВВС генерал Паскуале Презиоса выразил искренние соболезнования родственникам Петрозеллини.

## Список побед
Костантине Петрозеллини приписывают пять уничтожений самолётов союзников:
| № | Дата            | Подразделение   | Самолёт               | Противник                     | Место            |
| 1 | 26 октября 1942 | 92-я эскадрилья | «Macchi C.200 Saetta» | «Martin Maryland»             | близ Тобрука     |
| 2 | 1 декабря 1942  | 92-я эскадрилья | «Macchi C.200 Saetta» | «Curtiss P-40»                | ?                |
| 3 | 21 июня 1943    | 92-я эскадрилья | «Macchi C.200 Saetta» | «Bristol Beaufighter»         | к югу от Ливорно |
| 4 | 28 июля 1943    | 92-я эскадрилья | «Macchi C.200 Saetta» | «Martin Baltimore»            | близ Пизы        |
| 5 | 3 сентября 1943 | 92-я эскадрилья | «Macchi C.200 Saetta» | «Boeing B-17 Flying Fortress» | близ Специи      |

### Периодика
- Artioli, Giovanni,. Il War Horse della Regia (итал.). — Aermacchi World, декабрь 2007. — Vol. 7.
- Ciampaglia, Giuseppe,. La guerra aerea del comandante Pedro (итал.). — Rivista Italiana Difesa, январь 2004.
- Garth, Didlick,. A visit to an Italian Fighter Ace (англ.). — The Scribed Line, Oregon Historical Modelers Society, август 2007.
- Sergio Bedeschi,. Costantino Petrosellini, detto Pedro (итал.). — Roma: Associazione Nazionale Ufficiali Aeroautica, Август-октябрь 2010. — Vol. 8/9/10. — P. 25—26.